# Skræntstar
Skrænt-Star (Carex ligerica) er et 10-40 cm højt halvgræs, der vokser på strandskrænter og strandvolde.

## Beskrivelse
Skrænt-Star er en flerårig urt med udløbere. Den minder om den nærtbeslægtede Sand-Star, men er mindre i alle karakterer og har mørkebrune småaks.

## Udbredelse
Hovedudbredelsen er på steppe i Ukraine og det sydlige Rusland. Der er spredte forekomster i Vesteuropa, Frankrig (langs Loire, deraf artsepitetet ligerica. 'Liger' er det latinske navn for floden Loire), Tyskland, Sverige (Öland) og Danmark (Storebæltsområdet og Bornholm).
| Portal | Portal:Botanik |